# 와오 요우카
와오 요우카(일본어: 和央 ようか わお ようか[*], 1968년 2월 15일 - )는 일본의 배우이다. 전 다카라즈카 가극단 소라구미 톱스타이다.
도쿄도 세타가야구에서 태어났지만, 오사카부 오사카시 텐노지구에서 자랐다. 키 174cm, 애칭 "타카짱", "타카코"이다. 소속사는 프로덕션 오기이다.
해외 활동 시에 쓰는 이름은 "TAKAKO"이다.

## 약력
1988년, 다카라즈카 음악학교를 졸업하고, 다카라즈카 가극단 74기생으로 입단. 입단 당시 성적은 7등이었다. 『키스 미 케이트』로 초무대.
같은 해 5월 10일, 유키구미에 배속되었다. 그 후, 『베르사이유의 장미－안드레와 오스칼편－』의 신인공연으로 연2 (입단 2년차)로 오스칼 역에 선발되었다. 1993년, 『천국과 지옥』으로 신인공연 첫 주연. 1995년, 바우홀 공연 『대상해』로 첫 주연을 맡았다.
신진 남역 스타로 성장해, 1997년, 톱스타 토도로키 유에 다음가는 니반테 스타로 승격.
1998년, 소라구미 창설 멤버로 선발되어, 소라구미로 이동. 유키구미 시절에 이어서 니반테 스타로 활약.
2000년 6월, 선대 톱스타 시즈키 아사토의 퇴단에 이어, 소라구미 톱스타에 취임. 오히로메 공연은 전국투어 『덧없는 사랑／GLORIOUS!!』. 대극장 오히로메 공연은 같은 해 8월에 상연한 『망향은 바다를 넘어／밀레니엄 챌린저!』. 상대역은 선대 시즈키 아사토의 상대역이었던 하나후사 마리를 맞이했다. 2004년, 오페라의 유령을 무대화한 『팬텀』에서는 가면의 주인공을 연기했다.
2005년 10월에 퇴단을 발표했다. 같은 해 12월 21일, 시어터 드라마시티 공연 『W－WING』 상연 중, 플라잉 장치가 떨어져 2m 높이에서 추락. 골반, 갈비뼈 골절의 중상을 입었다 (가극단 발표로는 전치 1개월이었지만, 실제로는 전치 3개월 이상 걸리는 큰 부상이었다). 퇴단공연 『NEVER SAY GOODBYE』은 입원 중이었지만, 연습을 다니며 무대에 계속 섰다. 와오의 회복 상태를 고려하며 퇴단 공연을 하였기에, 와오의 댄스 장면은 거의 없었다. 2006년 7월 2일, 같은 작품의 도쿄 공연 천추락을 기해 퇴단. 그 후, 재활에만 전념했다.
2007년 1월, 아오야마 극장에서 퇴단 후 첫 콘서트 『YOKA WAO CONCERT』를 개최. 구성과 연출은 코이케 슈이치로. 같은 해 8월의 콘서트 『NEW YOKA 2007 〜ROCKIN' Broadway〜』 (도쿄국제포럼 홀A)에서 스스로 구성을 짰다.
2007년 12월에는 자신의 첫 주연 영화 『챠챠 천애의 귀비』가 공개. 이 영화로 2008년, 제 3회 오사카 시네마 페스티벌에서 여우주연상을 수상했다.
2008년 10월 - 11월, 『시카고』로 다카라즈카 퇴단 후, 첫 뮤지컬에 출연.
2009년 12월에는 『中央流沙』 (TBSㆍ마이니치 방송)으로 TV드라마 첫 출연 (및 첫 주연)을 했다.
퇴단 후의 자신의 콘서트나 디너쇼에서는 남역을 계속 연기했다.
2012년 6월 29일, 첫 해외 콘서트를 싱가포르에서 개최했다 (7월 2일까지)
2014년 3월 31일, 미국 출신 작곡가 프랭크 와일드혼과 결혼했음을 발표. 같은 해 1월에 혼약. 2015년 7월 25일에 하와이 마우이섬에서 결혼식을 열음.
2015년 1월 21일 발매된 다카라즈카 가극단 OG에 의한 커버 앨범 『레이진 REIJIN』 (빅터 엔터테인먼트)에 참가. 오자키 유타카의 I LOVE YOU를 커버했다.
같은 해 7월부터 프로덕션 오기 소속이 되었다.
2016년, 해외 활동 시 이름을 "TAKAKO"로 하기로 발표함.

## 인물
도쿄도 세타가야구에서 태어났지만, 얼마 지나지 않아, 오사카로 이사해 살았다. 초등학교 1학년때부터 클래식 발레와 피아노 등을 배웠다.
중학교 시절에는 처음에는 배구부에 들어갔지만, 손가락을 다칠 위험이 있다고 피아노 선생님에게 듣고는, 육상부에 입부했다. 높이뛰기 선수였다. 테즈카야마가쿠엔 고등학교 시절에는 중도에 입부한 뮤지컬부에서 활약했다. 이 무렵, 친구의 권유로 다카라즈카 가극을 알게 되었고, 하나구미의 『호박색 비에 젖어』를 보고 난 후, 수험을 결심했다.

## 수상이력
- 2003년, 제 29회 키쿠타 카즈오 연극상 - 연극상
- 2008년, 제 3회 오사카 시네마 페스티벌 - 여우주연상